# جو إنغلز
جو إنغلز (بالإنجليزية: Joe Ingles)‏ مواليد 2 أكتوبر 1987، هو لاعب كرة سلة أسترالي يلعب مع فريق يوتاه جاز في الرابطة الوطنية لكرة السلة ويحمل الرقم 2.

## فرق لعب لها
- يوتاه جاز

## الميداليات
| الميدالية | المسابقة                             |
| --------- | ------------------------------------ |
| فضية      | بطولة أمم أوقيانوسيا لكرة السلة 2009 |
| ذهبية     | بطولة أمم أوقيانوسيا لكرة السلة 2011 |
| ذهبية     | بطولة أمم أوقيانوسيا لكرة السلة 2013 |

## روابط خارجية
- جو إنغلز على موقع الاتحاد الدولي لكرة السلة (الإنجليزية)
- جو إنغلز على موقع الدوري الأوروبي لكرة السلة (الإنجليزية)
- جو إنغلز على موقع إن بي أي (الإنجليزية)
- جو إنغلز على موقع سبورتس رفرنس (الإنجليزية)
- جو إنغلز على موقع الدوري الإسباني لكرة السلة (الإسبانية)
- جو إنغلز على موقع كرة السلة الأوروبية.كوم (الإنجليزية)
- جو إنغلز على موقع إي إس بي إن.كوم (الإنجليزية)
- جو إنغلز على موقع ريلجم (الإنجليزية)
- جو إنغلز على موقع بروبوليرز (الإنجليزية)
- جو إنغلز على موقع سبورتس رفرنس (الإنجليزية)